# Polom (Bochov)
Polom (německy Pohlem) je malá vesnice, část města Bochov v okrese Karlovy Vary v Karlovarském kraji. Nachází se asi 5,5 kilometru jihovýchodně od Bochova. Polom leží v katastrálním území Polom u Údrče o rozloze 3,87 km², ve kterém stávala také zaniklá vesnice Martice. Na západě od obce je Velký a Malý martický rybník. Jediná příjezdová cesta je od Údrče.

## Historie
Stáří vesnice je nejisté. První písemná zmínka o ní pochází z roku 1183, ale nachází se ve falzu, podle kterého kníže Bedřich vesnici věnoval johanitům, kteří vlastnili některá panství v okolí. Z roku 1404 je první spolehlivá zpráva o polomské tvrzi, na které sídlil Jan z Polomi. Po jeho smrti roku 1413 ho vystřídal jiný Jan z Polomi. Jejich potomci jsou naposledy zmiňováni v roce 1524, kdy panství získala Kateřina Dobrohostová z Kolovrat. Její dcera vesnici roku 1529 prodala Markétě z Lobkovic (rozené z Plavna) a ta v roce 1545 manželce Anzelma Štensdorfa ze Štensdorfu Anně. Její syn Adam Štensdorf ze Štensdorfu koupil údrčské panství, ke kterému Polom připojil. Tvrz někdy poté zanikla.

## Obyvatelstvo
Při sčítání lidu v roce 1921 zde žilo 103 obyvatel (z toho 57 mužů) německé národnosti a římskokatolického vyznání. Podle sčítání lidu z roku 1930 měla vesnice sto obyvatel s nezměněnou národnostní a náboženskou strukturou.
|                                                               | 1869 | 1880 | 1890 | 1900 | 1910 | 1921 | 1930 | 1950 | 1961 | 1970 | 1980 | 1991 | 2001 | 2011 | 2021 |
| ------------------------------------------------------------- | ---- | ---- | ---- | ---- | ---- | ---- | ---- | ---- | ---- | ---- | ---- | ---- | ---- | ---- | ---- |
| Obyvatelé                                                     | 132  | 125  | 125  | 111  | 99   | 103  | 100  | 75   | 30   | 36   | 24   | 17   | 17   | 13   | 12   |
| Domy                                                          | 22   | 22   | 22   | 22   | 21   | 21   | 20   | 13   | —    | 9    | 6    | 9    | 8    | 9    | 9    |
| Počet domů z roku 1961 je zahrnut v domech místní části Údrč. |      |      |      |      |      |      |      |      |      |      |      |      |      |      |      |

## Obecní správa
Při sčítání lidu v letech 1869–1930 Polom byl samostatnou obcí v okrese Žlutice. V letech 1950–1974 byl častí obce Údrč, se kterým patřil nejprve do okresu Toužim, ale v letech 1961–1974 v okrese Karlovy Vary. Od 1. ledna 1975 je částí města Bochov v okrese Karlovy Vary.

## Pamětihodnosti
Památkově chráněné tvrziště se dochovalo na severozápadní straně návsi u domu čp. 14 až do šedesátých let dvacátého století, kdy bylo spolu s domem zničeno. Na návsi stojí kaple Panny Marie z první poloviny devatenáctého století. Má obdélný půdorys, fasády zdobené štukovými rámy a jehlancovou střechu se zvonicí. Uvnitř bývala řada dřevěných lidových sošek světců a oltář se soškou Madony, hlavami andílků a obrazem Nejsvětější Trojice.